# 1815
1815 (MDCCCXV) je bilo navadno leto, ki se je po gregorijanskem koledarju začelo na nedeljo, po 12 dni počasnejšem julijanskem koledarju pa na petek.

## Dogodki
- 1. marec - Napoleon Bonaparte zbeži z Elbe
- 9. junij - konec Dunajskega kongresa
- 18. junij - bitka pri Waterlooju

## Rojstva
- 18. januar - Warren de la Rue, angleški astronom, kemik, izumitelj († 1889)
- 1. april - Otto von Bismarck, nemški državnik, kancler († 1898)
- 8. april - Andrew Graham, irski astronom († 1908)
- 2. november - George Boole, angleški matematik, logik in filozof († 1864)
- 10. december - Ada Lovelace, angleška matematičarka († 1852)

Neznan datum
- Hagivara Hiromači, japonski pisatelj († 1863)

## Smrti
- 15. februar - Stanoje Glavaš, srbski hajduk in heroj prve srbske vstaje (* 1763)
- 13. september - Mihael Gaber prijatelj in mecen Mikloša Küzmiča (* 1753)
- 13. oktober - Joachim Murat, francoski maršal (* 1767)